# Fiat Regata
El Fiat Regata es un automóvil de turismo del segmento C producido por el fabricante italiano Fiat entre los años 1983 y 1995. Derivado del Fiat Ritmo, fue presentado en el Salón del Automóvil de Frankfurt de 1983 como una berlina clásica de tres volúmenes y cuatro puertas.
Para los mercados del norte de Europa y Sudamérica (excepto Venezuela), el vehículo se denominó comercialmente Fiat Regatta -con dos "t" - en todas sus series.
A los pocos meses, en el Salón del Automóvil de Turín, se presenta la versión familiar denominada "Regata Weekend" producida hasta 1992 en algunos mercados.
El constructor español SEAT creó un automóvil similar a partir de la base del Ritmo llamado SEAT Málaga, pero el desarrollo de los dos automóviles se llevó a cabo por separado.
El Regata equipó en sus inicios un motor 1300 cc que rendía 68 CV (Regata 70) y un 1500 cc con 82 CV (Regata 85).
Se comercializaron también versiones más potentes, que equiparon inicialmente un motor con 1600 cc y 100 CV. Más adelante, para ciertos mercados emergentes, se incorporó un motor 2000 cc de 110 CV.
Dispuso igualmente de motorizaciones diésel, con 1714, 1697, y 1929 centímetros cúbicos. 
En 1986, el Centro Stile Fiat le aplica el rediseño que mantendría casi inalterado hasta el final de su producción, en el año 1990 en Europa y 1995  en el mercado Sudamericano de Argentina.
Utilizó ya en los últimos años, el Motor Tipo 1.6 de 87 CV.
Poseía encendido electrónico y, dependiendo del país y el año, inyección electrónica de combustible además de catalizador para reducir las emisiones de la combustión. El modelo Fiat Regata ES fue pionero al incorporar en el año 1983, innovaciones de vanguardia como el sistema stop-start en las cajas de cambio automáticas.El modelo que poseía este sistema, el cual le permitía circular con la 'navegación a vela', era el Fiat Regatta Citymatic Dicho sistema, le permitía circular con la 'navegación a vela'. Esto consistía, en que al dejar de acelerar a más de 50 km/h, el mismo, se encargaba de introducir el punto muerto para recorrer más metros gracias a la reducción de rozamientos. Este sistema es el análogo, a lo que en la presente y segunda década del siglo XXI, otros fabricantes de automóviles ofrecen como vehículos "ecológicos" o de bajo consumo.

## Diseño
El Regata estaba disponible con dos tipos de carrocería: berlina y familiar. Su diseño general no varió mucho durante su producción manteniendo sus ópticas delanteras grandes, y pilotos traseros rectangulares (al igual que el modelo original). El coeficiente de Cx era del orden de 0,37.
Pero hubo un rediseño realizado por el Departamento de Estilo de Fiat Auto en 1986 (en Latinoamérica se lanzó en 1988), que le otorgó al Regata una forma más aerodinámica, el cual consistió en carenar las canaletas laterales del techo (conocidas como "goteros"), mejorando la aerodinámica, disminuyendo de este modo su Cx a 0,35.
Además, en esta modificación, se cambian las manijas exteriores de las puertas (se discontinuan las rectangulares por similares a las usadas en la línea Uno/Duna) y se modifican los tapizados, ahora siguiendo el estilo de la marca de ese tiempo. También se modifican las puertas reduciendo la altura de cintura, aumentando así la superficie acristalada, logrando una mayor visibilidad. A su vez, también se modifican los retrovisores exteriores, mejorando y actualizando su estética.
Finalmente, la última reestilización para fuera de Europa -por lo tanto solo en versiones Regatta- buscó actualizar el modelo a los nuevos rivales que debía enfrentar en el segmento C, aunque manteniendo una plataforma y diseño inicial ochentoso (y por lo tanto más desactualizado frente a otros rivales con diseños de finales de los 80/principios de los 90). Se incorpora así el nuevo Motor Tipo 1.6 en reemplazo del 1.500cc para lograr mejoras en consumos y prestaciones como también en confiabilidad, cambios menores al salpicadero y cuadro de instrumentos, tapizados y a nivel estético exterior se modifica la parrilla, cambiando la negra acanalada por otra de nuevo diseño en color de la carrocería, similar a la que equipaba el Fiat Duna en esa época (año 1992 en la Argentina), las versiones más equipadas llevaron llantas de aleación ligera de nuevo diseño. Se mantiene ahora en toda la gama, las canaletas (goteros) laterales carenados "color carrocería". También se reconfiguran las suspensiones y se aplican mejoras al tren delantero que en años anteriores había sido objeto de críticas en cuanto a su fiabilidad/durabilidad/ruidos. También se cambiaron las dimensiones de las cubiertas (ahora 175/70 R13) para básicamente bajar el consumo y reducir las vueltas del motor en cada marcha. Esta edición final del Regatta se denominó SC (en versiones básicas solo S) como reemplazo del modelo "85". En los últimos años de producción previo a su reemplazo definitivo por el Fiat Tempra, el Regatta supo mantener una política atractiva de precios vs producto, como principal argumento de venta.
Se puede destacar que, fuera de Europa, el Regatta tuvo su versión "deportiva" con dos motorizaciones con potencias del orden de los 100 CV. Estas versiones ofrecían suspensiones mejoradas (para un uso más deportivo). También se equiparon ("Regatta 2000") con un alerón trasero que buscaba mejorar estabilidad direccional.
- Imágenes Fiat Regatta:

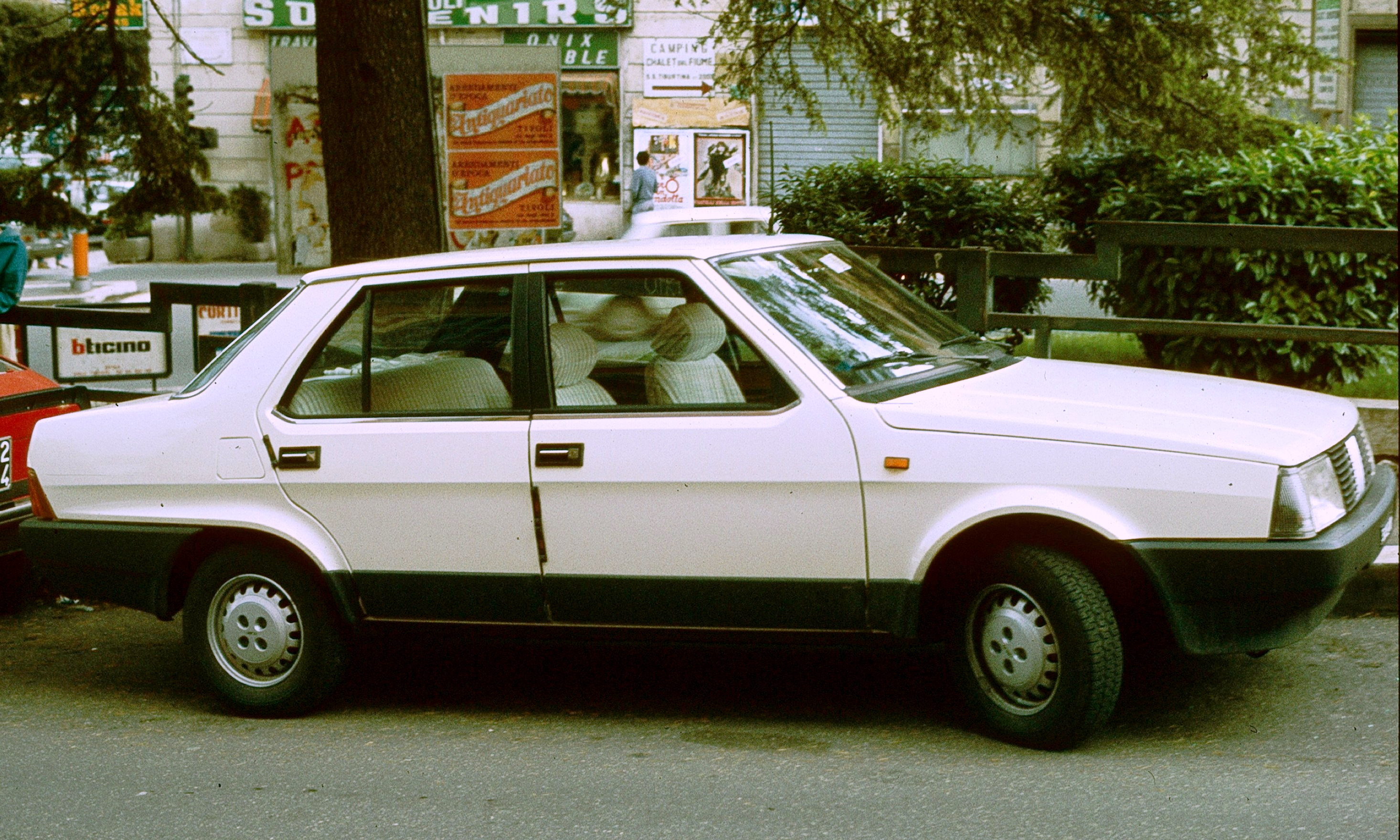
Fiat Regata berlina (primera serie)
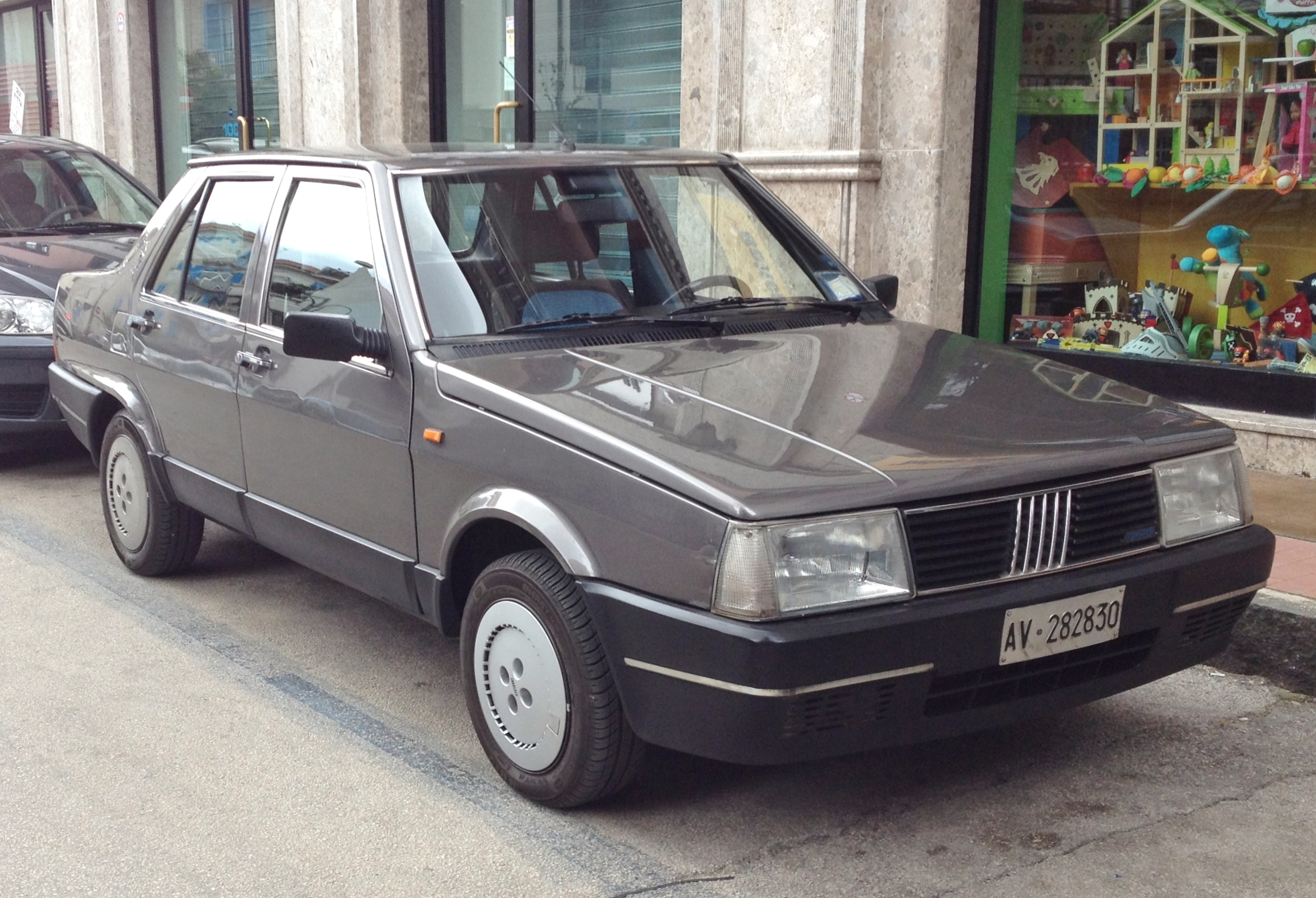
Fiat Regata berlina (segunda serie)
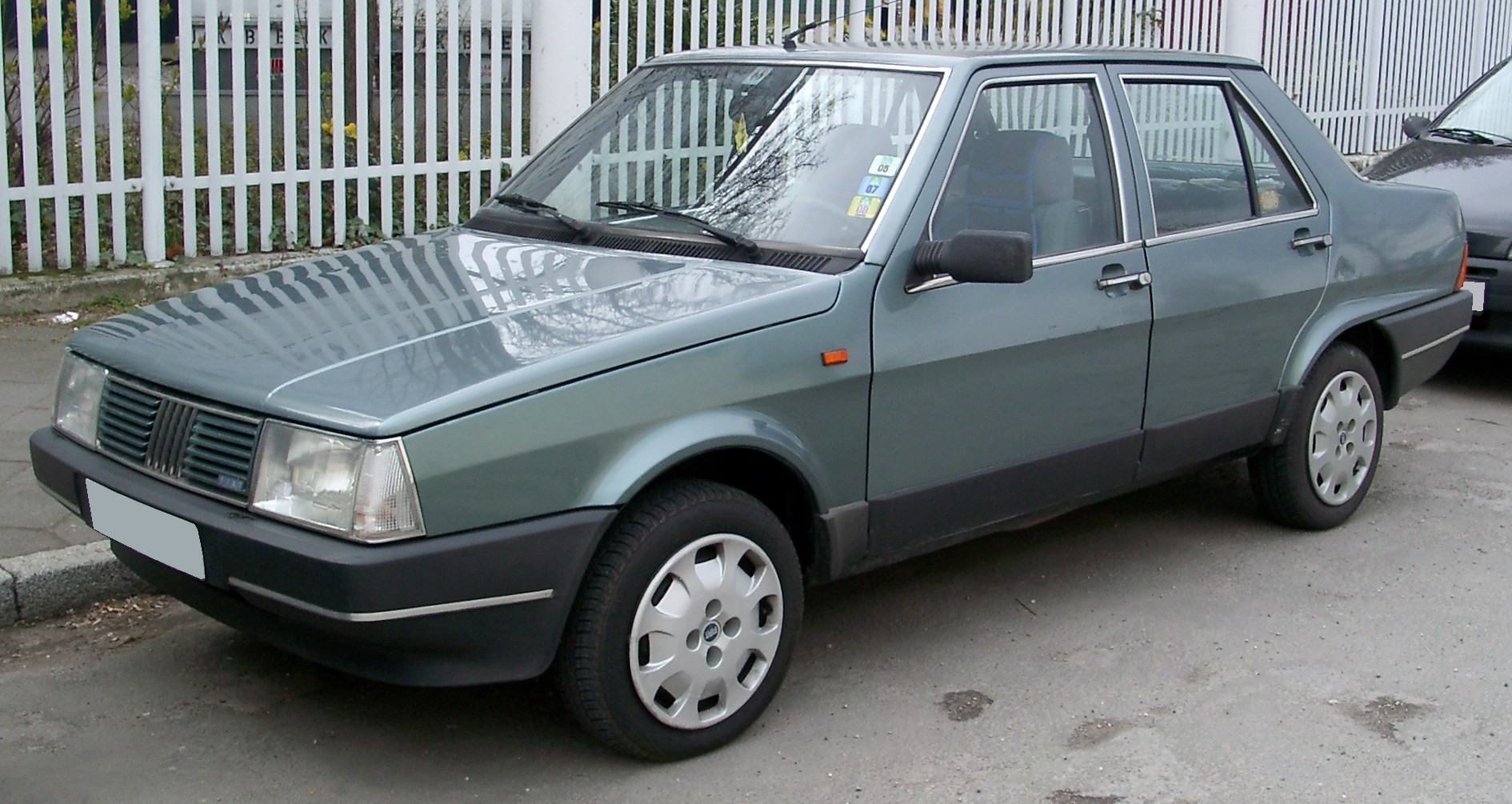
Fiat Regata berlina (segunda serie)
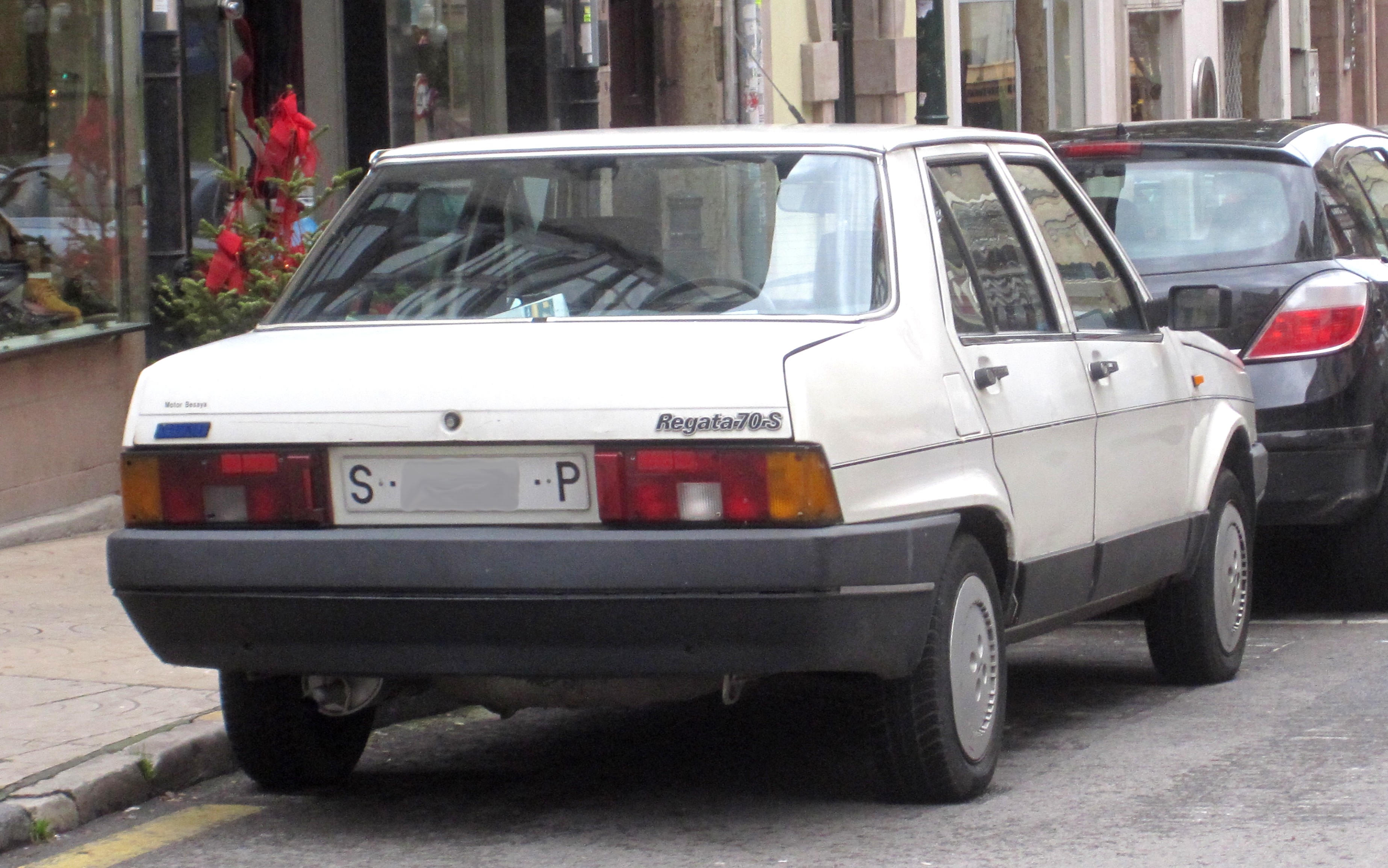
Fiat Regata 70S 1987
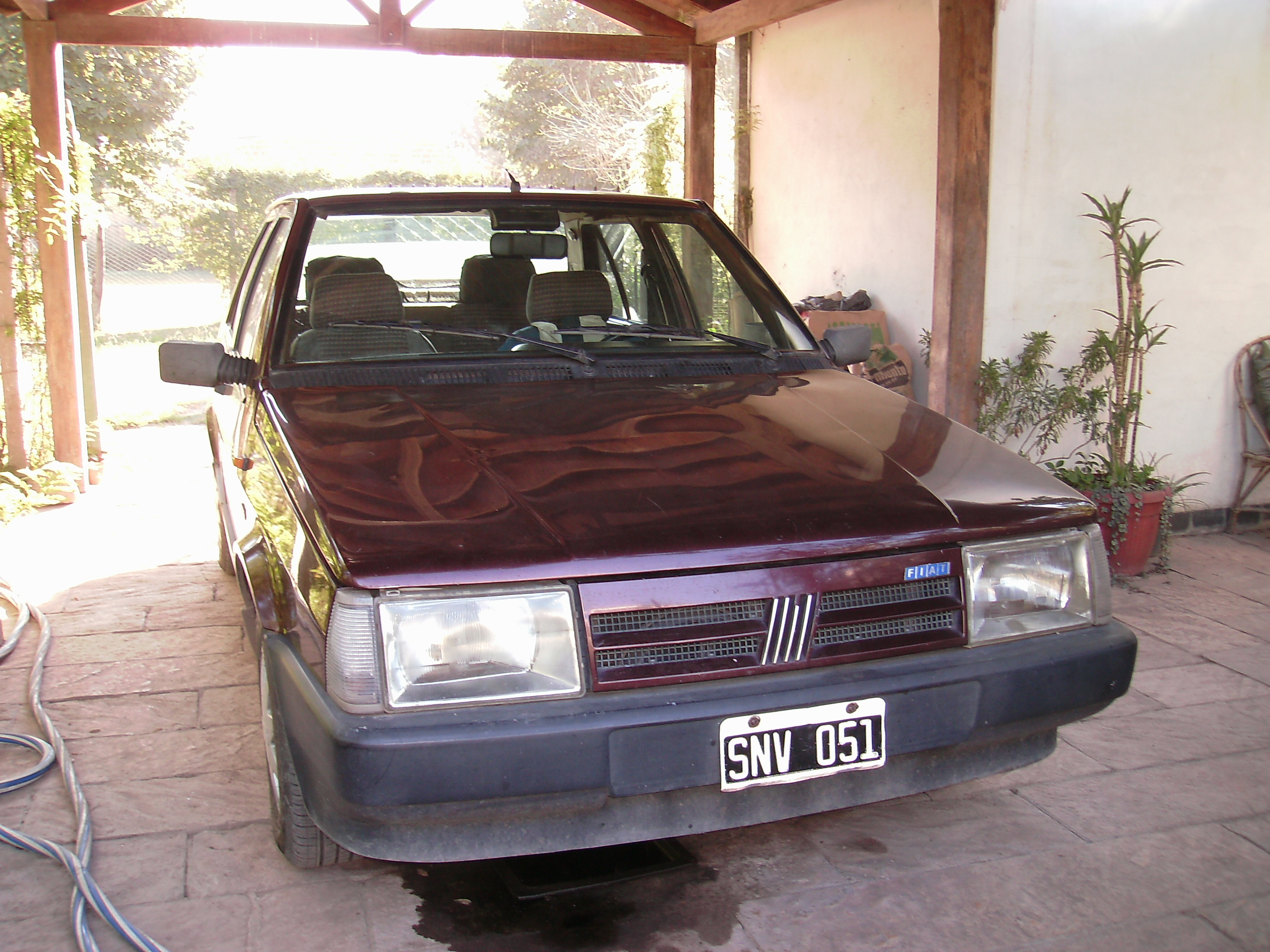
Fiat Regatta construido por Sevel Argentina
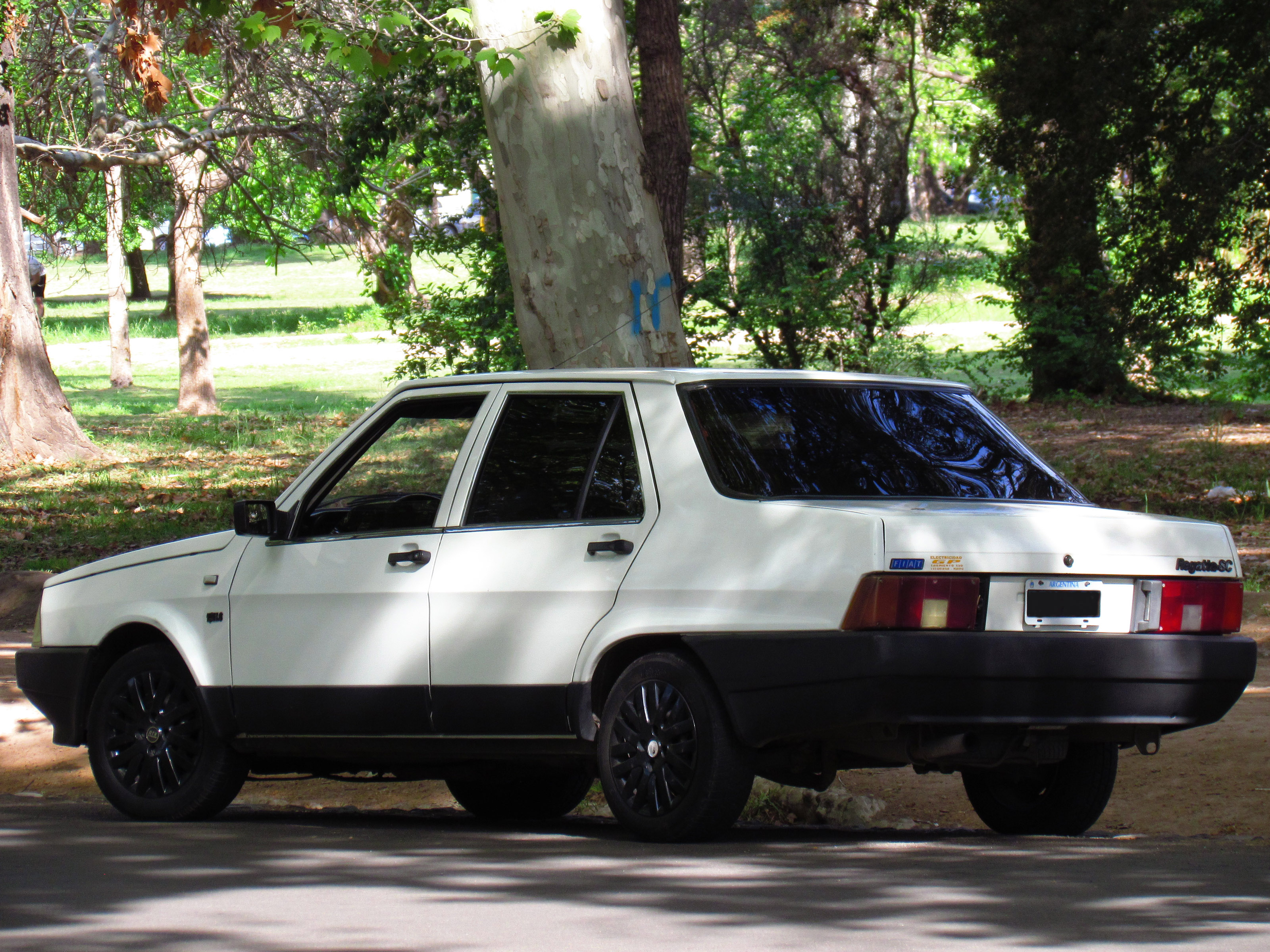
Fiat Regatta SC (Argentino)
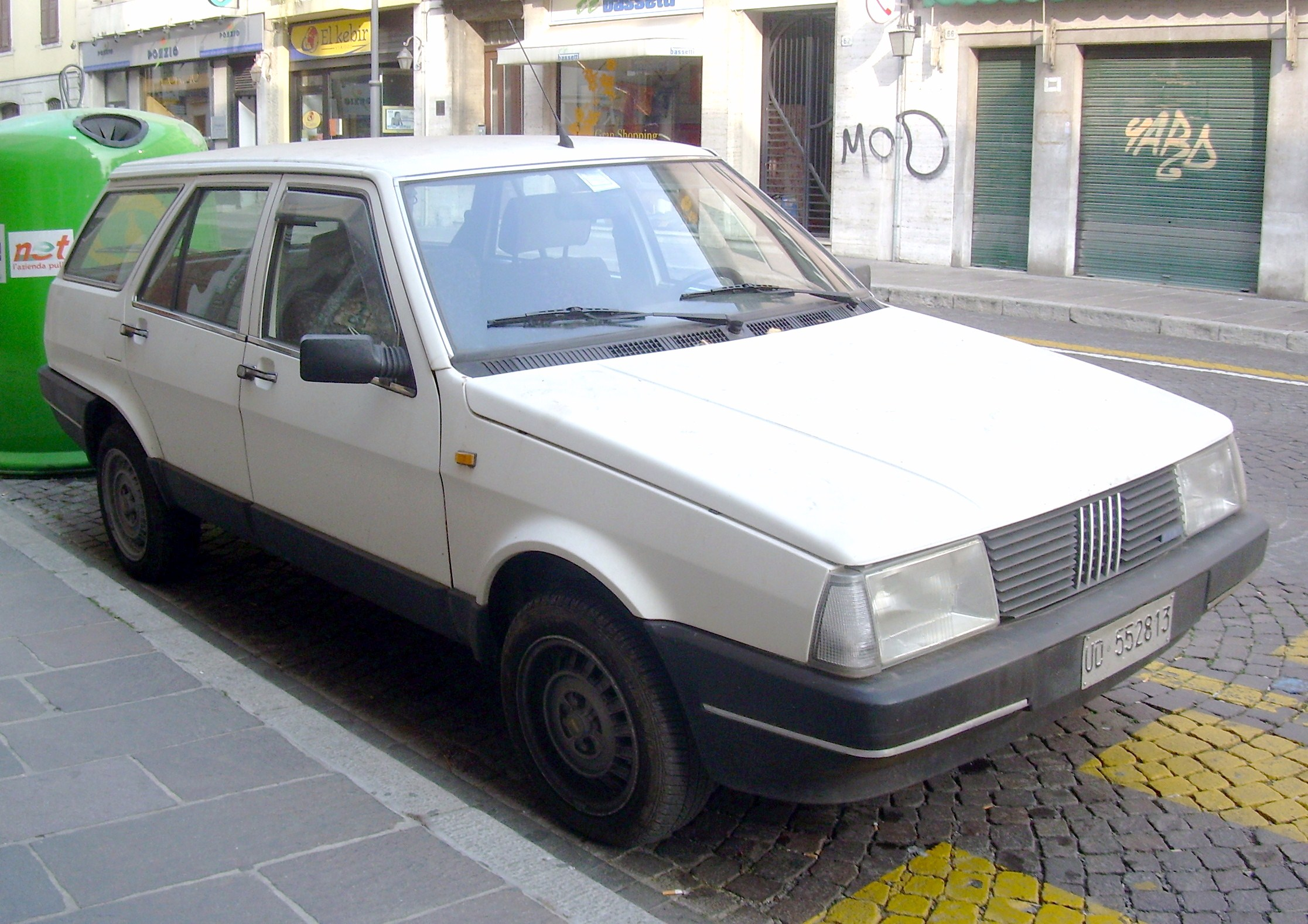
Fiat Regata Weekend
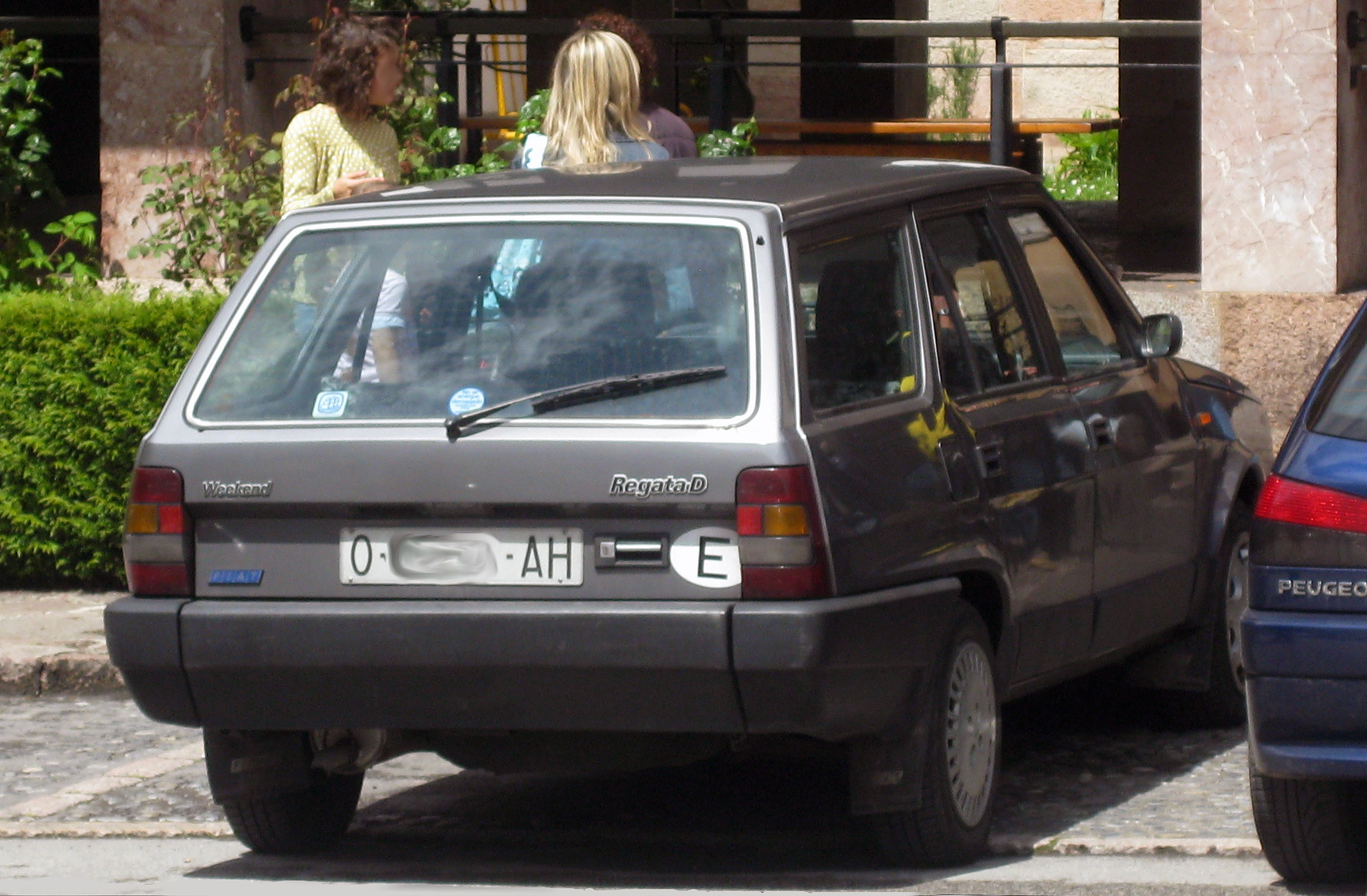
Fiat Regata Weekend 1986
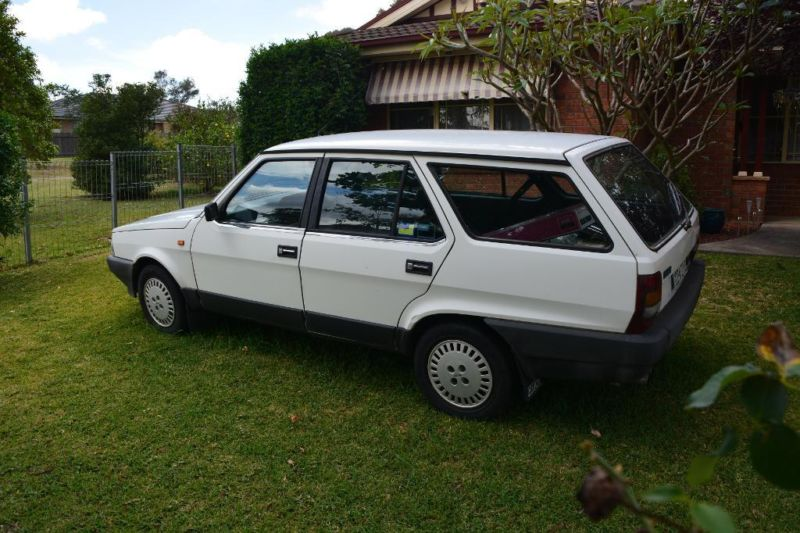
Fiat Regata Weekend

## 1983

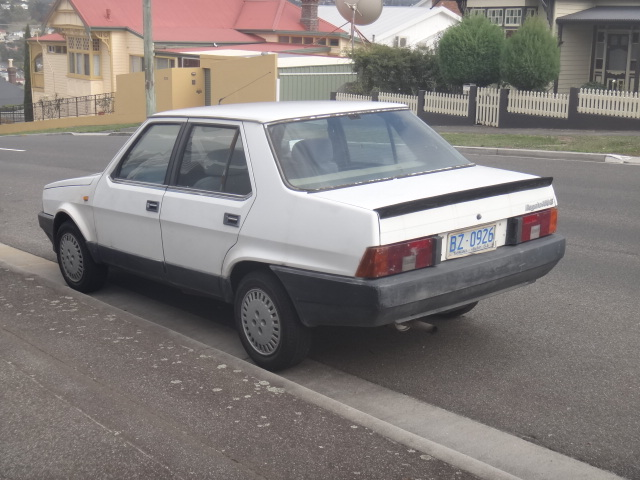
Fiat Regata S fase 1(Australia)

El Regata, presentado en el Salón del Automóvil de Fráncfort en septiembre de 1983, se desarrolló a partir del Ritmo anterior a su rediseño (conocido en los mercados del Reino Unido y Estados Unidos como Fiat Strada) y utilizó casi toda la mecánica, aunque la distancia entre ejes se alargó ligeramente. También buscaba un precio más elevado, con un nivel de equipamiento y acabados mejorados en comparación con el Ritmo/Strada en el que se basaba, reflejando la tendencia de los fabricantes europeos a optar por versiones sedán de los hatchbacks del segmento C más exclusivas (similar a modelos contemporáneos como el Ford Orion y el Volkswagen Jetta).
Con un diseño convencional de cuatro puertas y tres volúmenes, su aspecto exterior era muy escaso con el Ritmo original, aunque recordaba claramente la estética del rediseño de 1982 para ese coche. En el mercado sueco, el coche se llamó "Regatta", ya que "Regata" era un término incómodamente cercano a un despectivo para referirse a una mujer autoritaria.
La designación Regata también se utilizó en los mercados sudamericanos, excepto Venezuela. Los motores ofrecidos también eran similares, siendo el de cuatro cilindros en línea de 1301 cc con una potencia de 68 hp (50 kW) (Regata 70) y el modelo de 1498 cc con una potencia de 82 hp (60 kW) (Regata 85).
Ambos eran motores SOHC. También estaba disponible un DOHC de 1585 cc y cuatro cilindros en línea con 100 CV (74 kW) (Regata 100), así como dos diésel SOHC: un cuatro cilindros en línea de 1714 cc y 58 CV (43 kW) (Regata D) y una versión de 1929 cc y 65 CV (48 kW) (Regata DS), esta última incorporada en 1984.
Después de catorce meses, los diésel representaban aproximadamente el treinta por ciento de los Regatas producidos. El Regata 100, como modelo tope de gama, estaba bien equipado e incluía un panel de control, una de las primeras computadoras de a bordo que proporcionaba información sobre el consumo de combustible, la velocidad media, la autonomía, la selección óptima de marchas, etc.
También estaba disponible un modelo económico llamado "ES" ("Energy Saving"), que contaba con un sistema start-stop temprano. Presentaba algunas modificaciones de detalle en la aerodinámica, una versión optimizada (mayor relación de compresión y diferente sincronización de válvulas) del motor de 1301 cc con una potencia nominal de 65 hp (48 kW), un sistema de apagado del motor (en ralentí) y encendido electrónico.
Aparte de las versiones de menor precio, una transmisión manual de cinco velocidades venía de serie en el Regata.

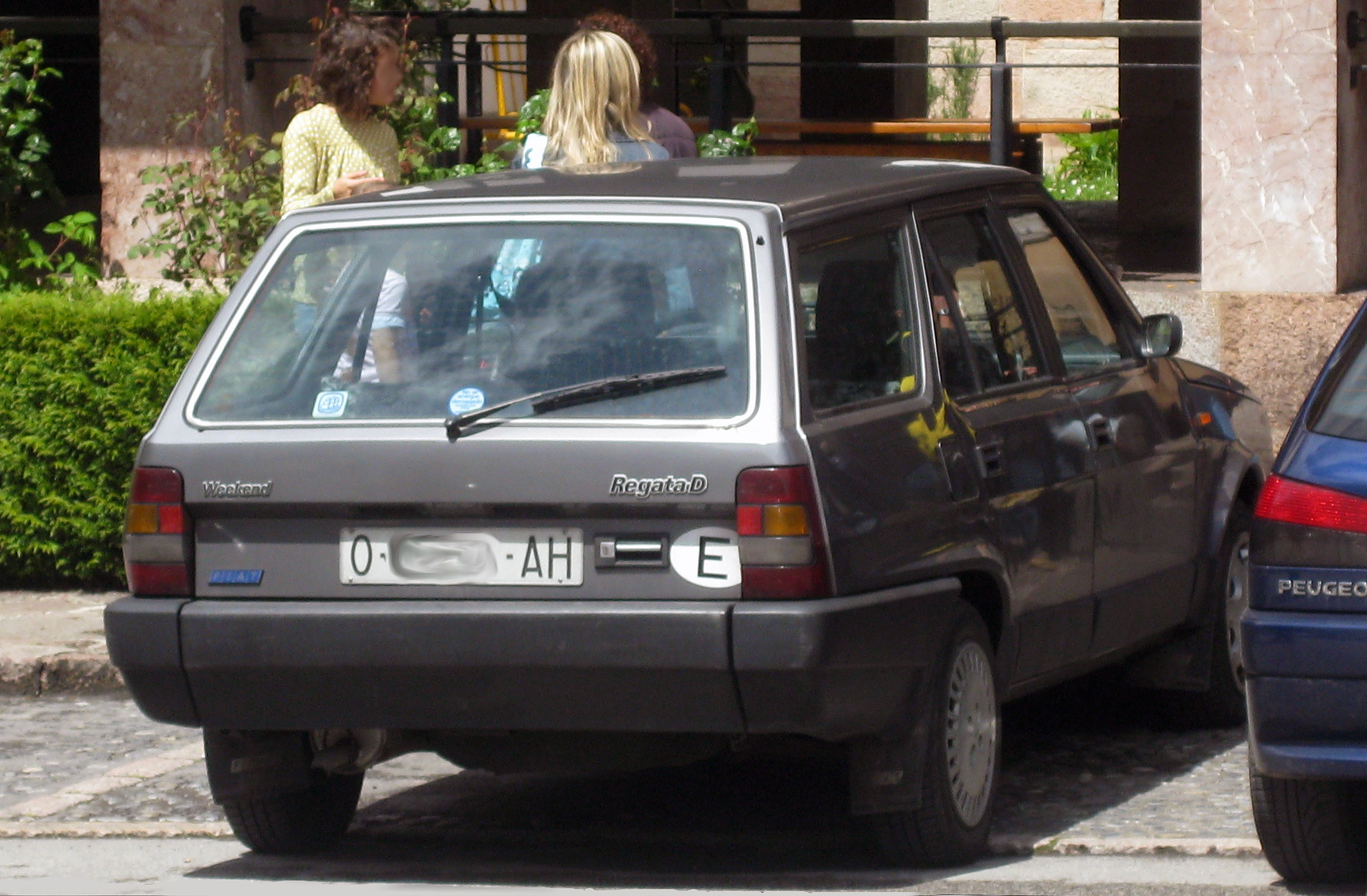
Vista trasera de un Fiat Regata D Weekend de 1986 (antes del rediseño), que muestra la parte del parachoques trasero que se podía plegar.

El familiar Regata Weekend se presentó en noviembre de 1984. Estaba disponible con todos los motores del sedán, aunque no había transmisión automática opcional disponible en el Regata Weekend. El Weekend reemplazó al 131 Panorama, que se había mantenido en producción junto con el Regata. El Weekend contaba con un parachoques trasero plegable, que facilitaba el acceso al maletero y funcionaba como asiento con capacidad para 150 kg (330 lb) cuando estaba plegado.
La suspensión y los frenos se optimizaron para soportar el peso adicional. También se presentó una variante de furgoneta acristalada biplaza llamada Marengo, disponible únicamente con el motor diésel de mayor cilindrada. El Marengo hizo su debut en el Salón del Vehículo Comercial de Bruselas a principios de 1985.

## 1986

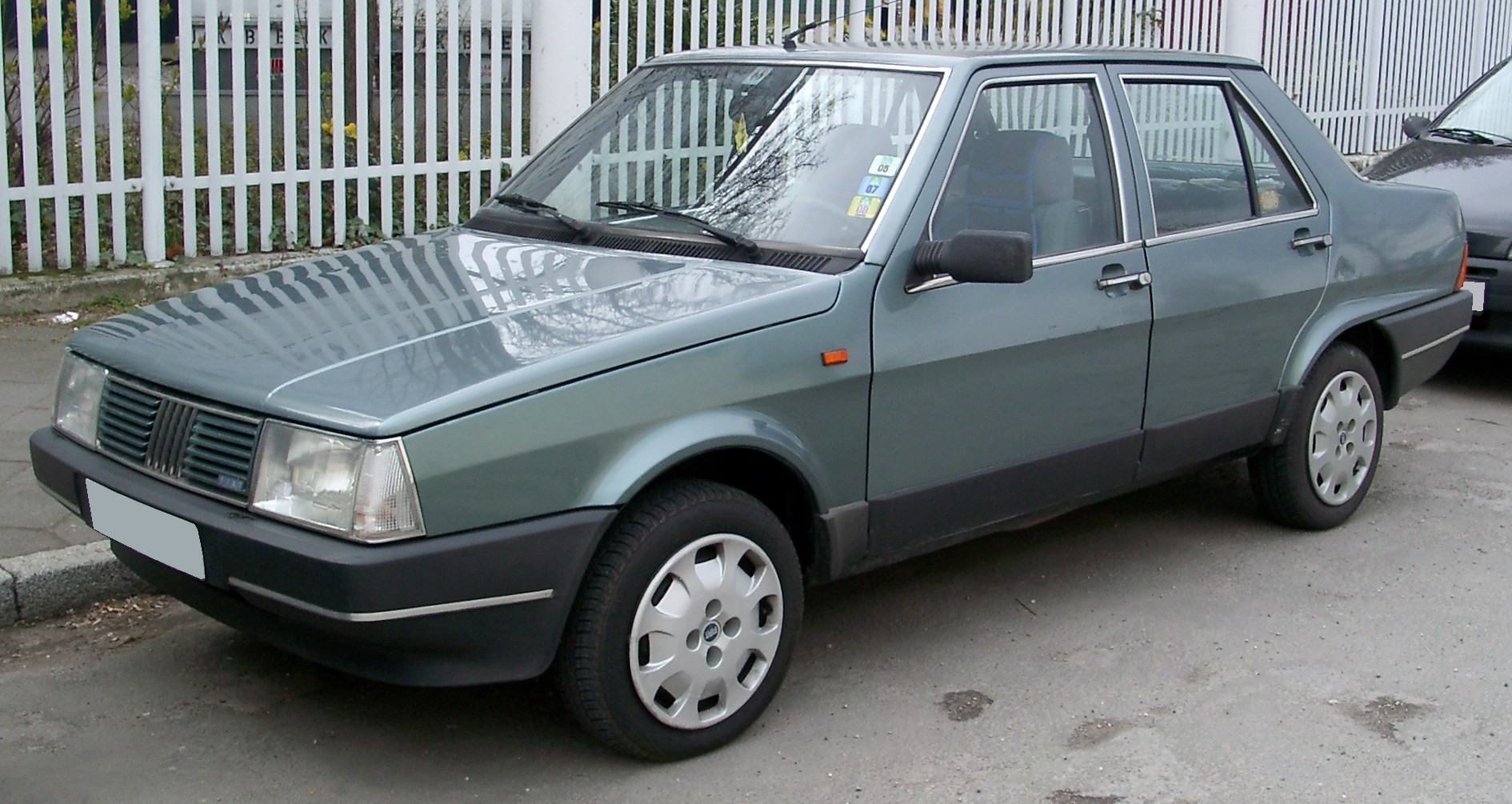
Fiat Regata rediseñado (Europa)

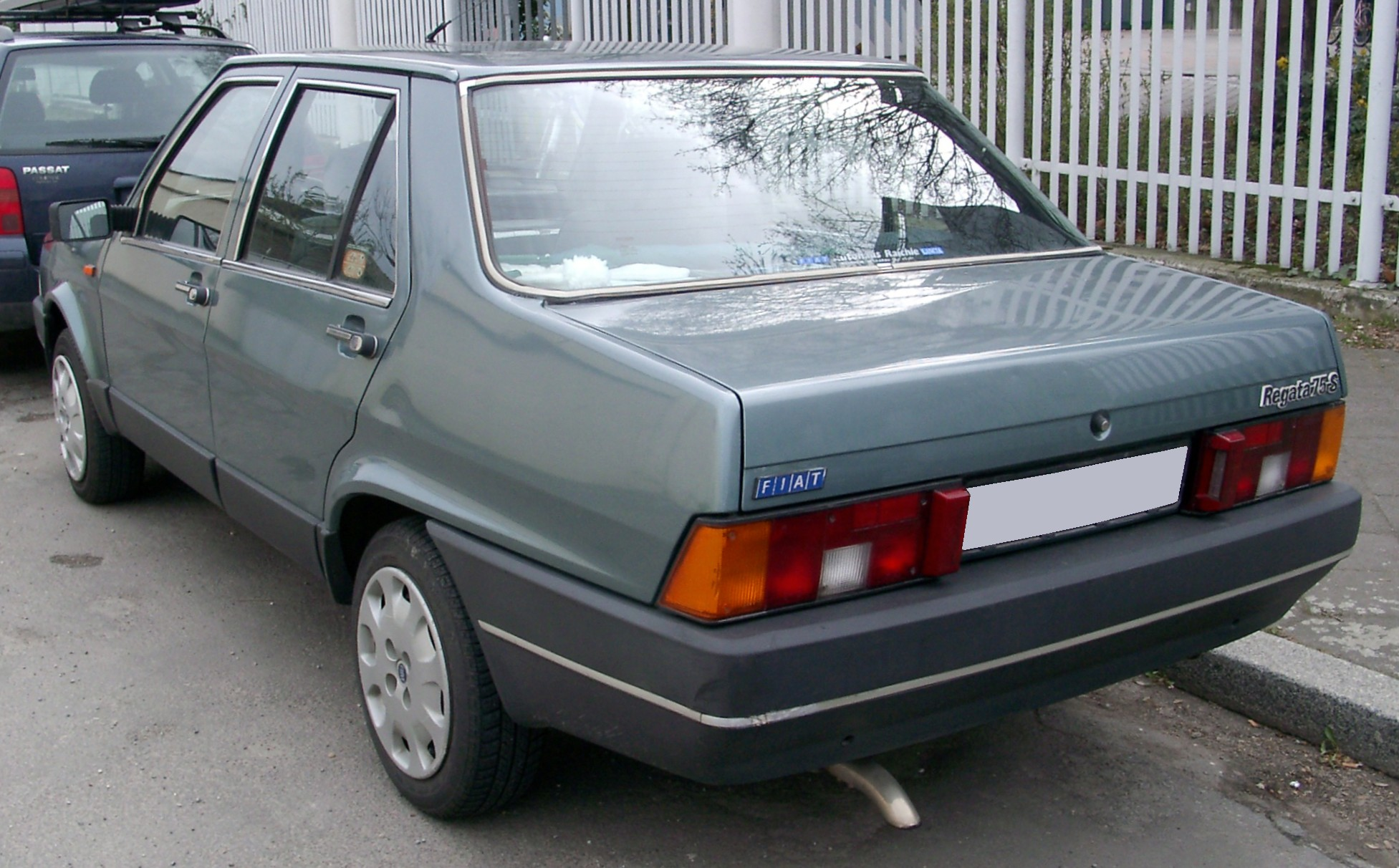
Fiat Regata rediseñado (Europa)

En abril de 1986, se realizó una actualización de mitad de vida útil, en la que se modificaron numerosos detalles menores, entre ellos, las nuevas puertas con una línea de ventanilla modificada. También se incorporaron nuevas manijas de las puertas, parrilla, parachoques y embellecedores de ruedas. También se modificaron los canalones; la combinación de estos cambios redujo la resistencia aerodinámica de Cd = 0,37 a 0,35.
El motor de 1.585 cc ganó inyección de combustible para convertirse en el 100S i.e. (también disponible con un convertidor catalítico, perdiendo algo de potencia y convirtiéndose en el 90 i.e.) mientras que una unidad de 1.498 cc catalizada e inyectada en combustible impulsó el 75 i.e. El 85 Automático también fue reemplazado por el 70 Automático con un motor de 1,3 litros con una potencia nominal de 65 CV (48 kW).
Los modelos con motor diésel también cambiaron ligeramente. Se introdujo un motor turbodiésel de 1929 cc y 80 hp (59 kW), denominado Regata Turbo DS. La unidad de 1714 cc redujo su cilindrada a 1697 cc, pero aumentó su potencia hasta los 60 hp (44 kW) y redujo el consumo de combustible. Este modelo se denominó simplemente Regata D. El peso también se redujo ligeramente. La producción cesó en febrero de 1990, cuando se introdujo el Tempra.
Con numerosos pequeños cambios estéticos (como las manijas de las puertas, la línea de cintura que seguía la inclinación del capó, el parachoques trasero ligeramente más largo para cubrir los bajos, las molduras de acero inoxidable en la parrilla y los parachoques, nuevos faros y luces traseras para las versiones S, nuevos tapacubos, nuevos acabados interiores y nuevos gráficos en el panel de instrumentos), pero sobre todo, se actualizó la gama de motores.

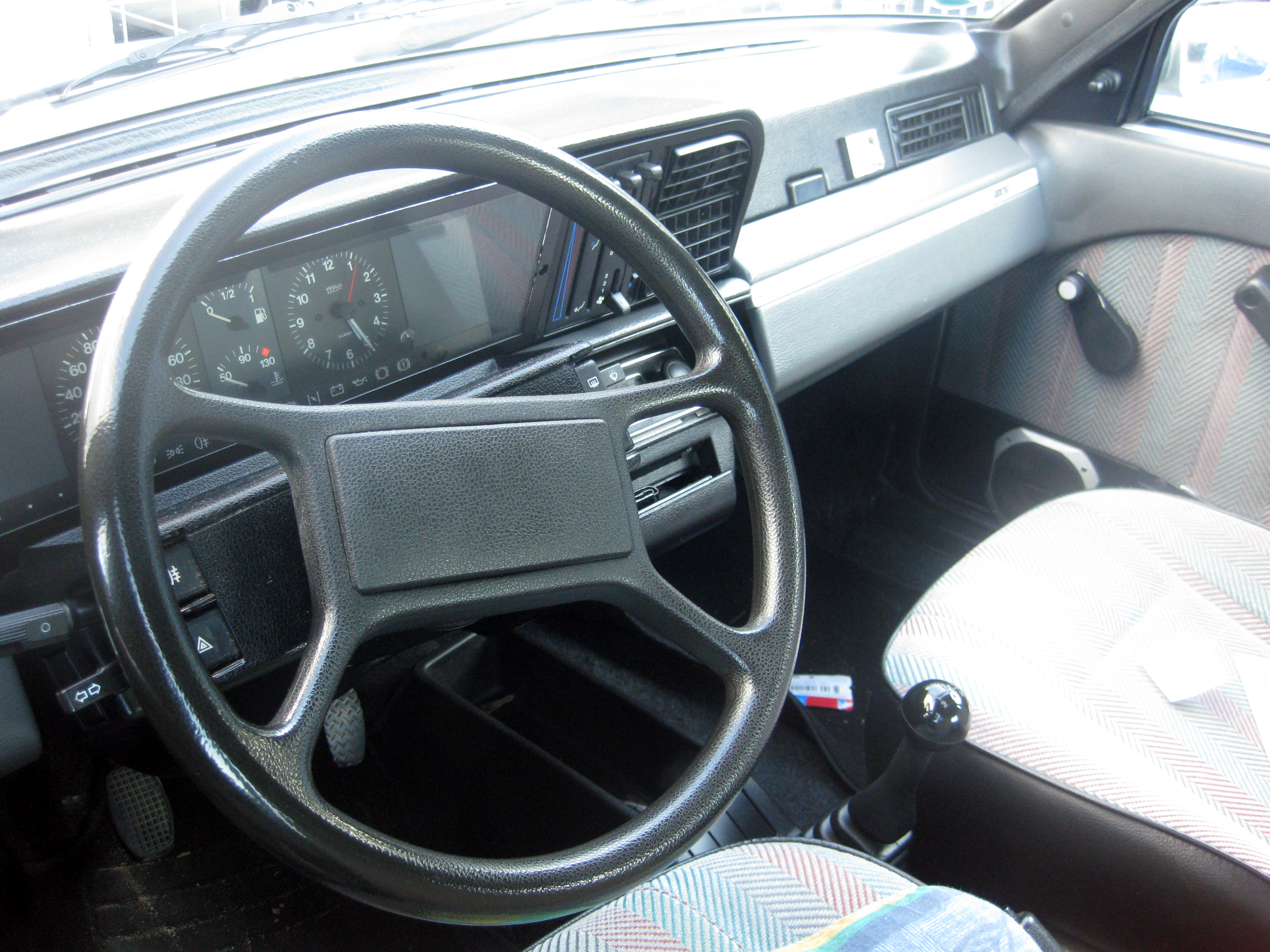
Interior

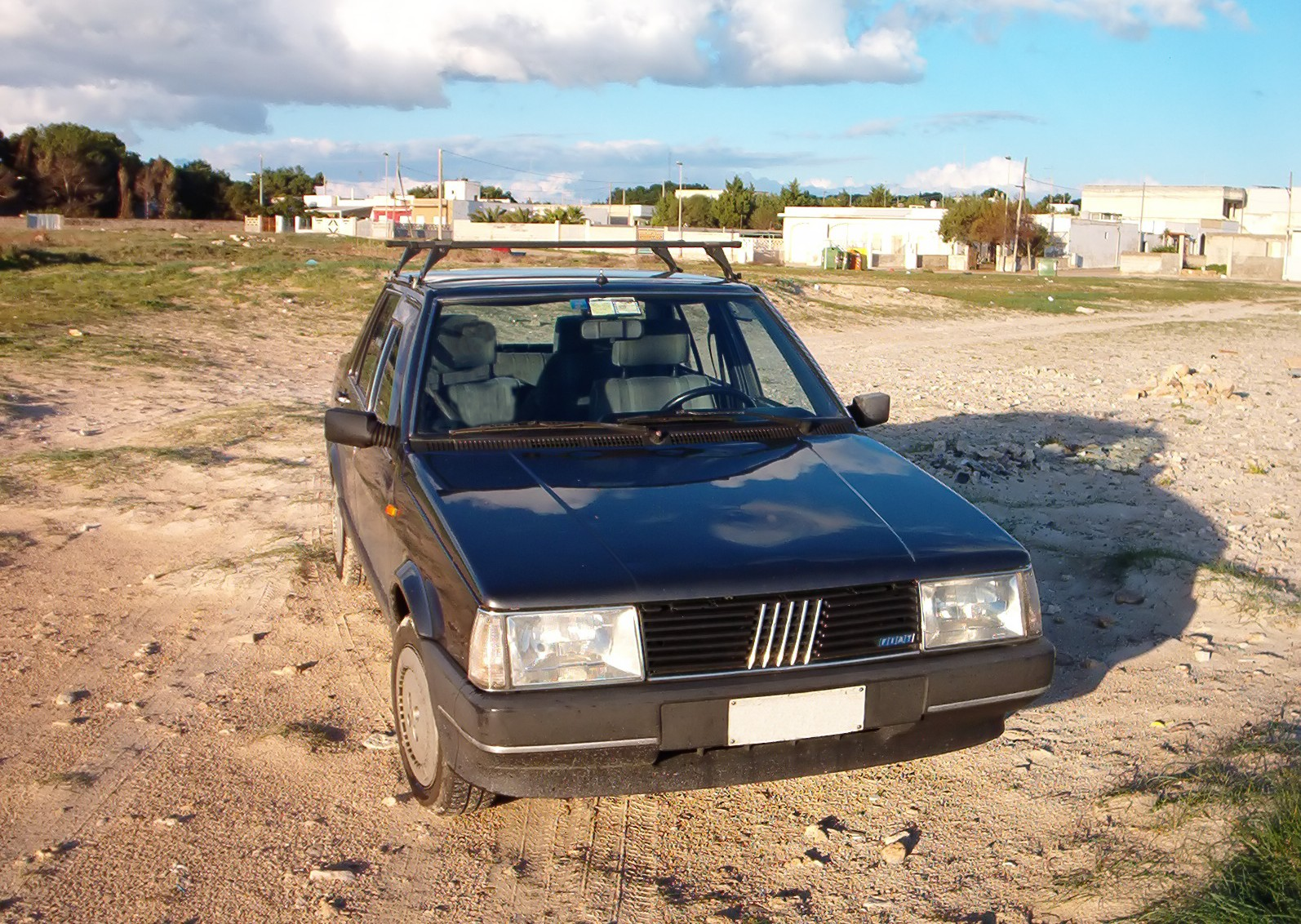
Un Regatta de 1988, vista frontal

La versión 100S i.e. incorporó el nuevo motor de 1.6 litros de doble árbol de levas con inyección electrónica de combustible monopunto y sustituyó al 100S. Para los mercados extranjeros, existían las versiones 75 i.e. con un motor de 1.5 litros y la 90 i.e., que era esencialmente un 100S i.e. modificado para reducir las emisiones y permitir el uso del convertidor catalítico, ya obligatorio en otros países europeos. Los modelos 85 y 85S con motores de 1500 cc se eliminaron de la lista de precios italiana.
El sufijo "i.e." (significa Inyección electrónica) designaba los nuevos motores equipados con inyección electrónica de combustible, en algunos casos combinada con nuevos convertidores catalíticos. Los modelos diésel también cambiaron: se introdujo el TurboDS con un motor turbodiésel de 1929 cc, mientras que el Regata D de 1714 cc dio paso a un nuevo motor derivado del de 1929 cc, con una cilindrada reducida a 1697 cc, pero con mayor potencia, alcanzando los 60 CV, y reduciendo también el consumo de combustible. El peso de los distintos modelos también se redujo ligeramente, mientras que las especificaciones del motor del Regata DS, equipado con un motor diésel de 1929, ya bastante moderno para su época, se mantuvieron sin cambios.
En 1987, se presentó una serie especial, el Riviera. Se fabricó exclusivamente con el motor de gasolina 100S y un motor turbodiésel de 1929. A diferencia de las versiones S, se reconocía por una franja lateral decorativa con el logotipo "Riviera". Venía de serie con aire acondicionado o techo solar opcional. Presentaba nuevos interiores de terciopelo y estaba disponible únicamente en dos colores metalizados. Esta serie se fabricó hasta 1990.
En 1989, a la versión Riviera se le unió otra versión especial, el Mare, fabricado con un motor de gasolina de 1300 CV y un motor diésel atmosférico de 1900 CV. Ese mismo año, el motor diésel de 1700 CV se eliminó definitivamente de la lista de precios. La versión "Mare" era esencialmente la versión básica del Regata, con elevalunas eléctricos delanteros y cierre centralizado, además de un nuevo acabado interior. Esta versión se fabricó hasta 1990.

## Producción por Sevel

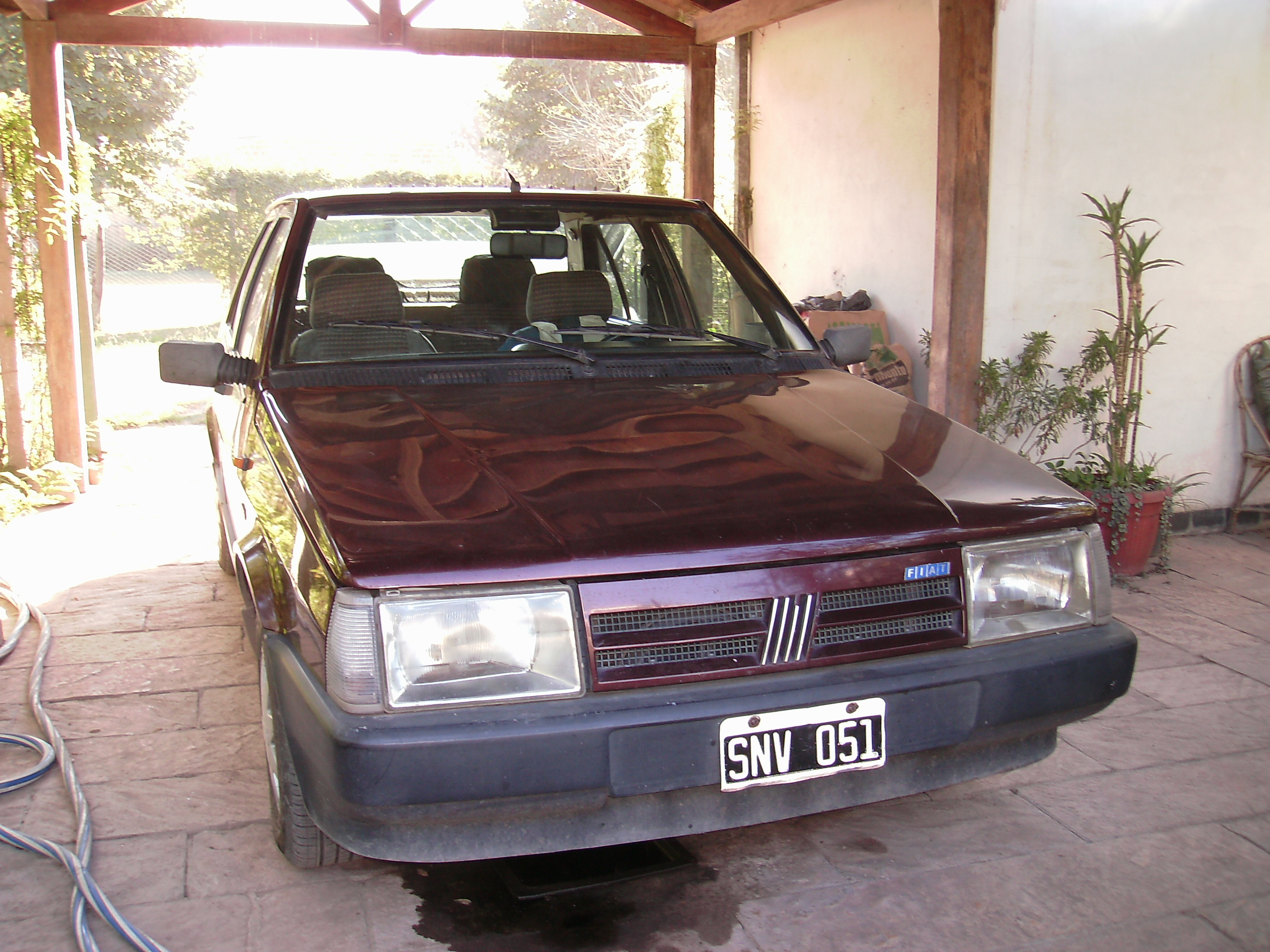
Fiat Regatta construido por Sevel(1993)

The Regata started production by Sevel in Argentina in 1985, where production continued until 1995. 56,789 were built in Argentina, with limited exports to select South American nations with lower barriers for entry such as Venezuela and Chile. As in Sweden, the car was called the Regatta in Latin America. Unlike its European sisters, the car was considered somewhat upmarket in Latin America.
El Regata comenzó a producirse en Argentina por Sevel en 1985, y la producción continuó hasta 1995. Se fabricaron 56.789 unidades en Argentina, con exportaciones limitadas a países sudamericanos selectos con menores barreras de entrada, como Venezuela y Chile. Al igual que en Suecia, el auto se llamó Regatta en Latinoamérica. A diferencia de sus hermanos europeos, se consideró un auto de gama alta en Latinoamérica.
El Regatta 85 recibió un motor de 1.5 litros y 82 hp (60 kW), mientras que el 100S vino con una versión de 1.6 litros y 100 hp (74 kW). El 85 estaba disponible en versiones básica o "completa". Junto con un ligero lavado de cara en noviembre de 1987, el Twincam 2000 reemplazó al 100S, con el mismo nivel de equipamiento pero con el motor Twin Cam de dos litros más grande del Croma, con 10 hp más de potencia y considerablemente más torque. El Regatta 85 cambió de nombre, convirtiéndose en el Regatta 1.5 S (Super) y SC (Super Confort, correspondiente a la versión completa anterior).
El nuevo 2000 aceleraba de 0 a 100 km/h en 9,8 segundos y contaba con un alerón trasero. Se afirmaba que su velocidad máxima era de 182 km/h (113 mph).
Una renovación más completa en 1988 dio lugar al Regatta Edición II. Los motores se mantuvieron intactos hasta el año modelo 1990, cuando ambos fueron reemplazados por el motor de 1581 cc y 87 hp (64 kW) del Fiat Tipo. Posteriormente, se incorporó a la gama un 1.4 S más económico, que utilizaba el motor Tipo de 1372 cc y 63 hp (46 kW).
La producción finalizó en 1995, cuando el Regata fue reemplazado por el Tempra también en Latinoamérica. El Regatta Weekend (Station Wagon) también se fabricó en Argentina entre 1986 y 1992, inicialmente disponible solo con el motor 1.5. Durante los últimos tres años, este fue reemplazado por el motor de 1.6 litros del Tipo.

## Versiones
Al principio, las distintas versiones se denominaban con un número que generalmente era similar a la potencia del motor. Así por ejemplo, el "Regata 85", era el Regatta con el motor 1500 y 82 CV. Más tarde, las versiones base pasaron a llamarse directamente por letra, quedando el 85 base como Regatta S mientras que el completo pasó a llamarse Regata SC. En 1990 el Regata incorporó en todas sus versiones (tanto S como SC) el Motor Tipo 1.6 de 87 CV. Como detalle interesante, podemos decir que el Regata 100S traía equipamiento completo al igual que el Regata 2000.
Hubo versiones base, las cuales poseían un equipamiento muy básico sin aire acondicionado ni elevalunas eléctricos.
Como equipamiento básico se puede citar:
- Reloj analógico incorporado en el cuadro de instrumentos
- Desempañador eléctrico de luneta trasera (luneta térmica)
- Repetidores laterales de luces indicadoras de giro
- Simbología exterior lateral indicadora de motorización (Motores Tipo)
- Protectores laterales de puertas (baguetas plásticas color negro en los bajo puertas)
- Cristales tintados
- Asientos delanteros regulables longitudinalmente y en inclinación del respaldo
- Calefacción
- Apoyacabezas delanteros
- Panel interior de puertas integral
- Portamapas en puertas delanteras

Las versiones más completas venían con el equipamiento base más el siguiente:
- Elevalunas delanteros eléctricos
- Aire acondicionado
- Radiocassete AM/FM
- Check panel
- Cierre centralizado de puertas y maletero
- Reloj Digital
- Plafón interior de iluminación (con luz de lectura individual)
- Luz en el sector posterior, individual.
- Volante regulable en altura
- Dirección asistida
- Apoyabrazos central en el asiento posterior
- Apoyacabezas laterales traseros
- Tapizados en pana (con logos de marca específicos en versiones deportivas)
- Portamapas en respaldos de asientos delanteros

También en ciertos mercados se comercializaron versiones con caja de cambios automática. En mercados latinoamericanos no ofreció ni como opcional dirección asistida.

## Regatta 100S y 2000[18][19]

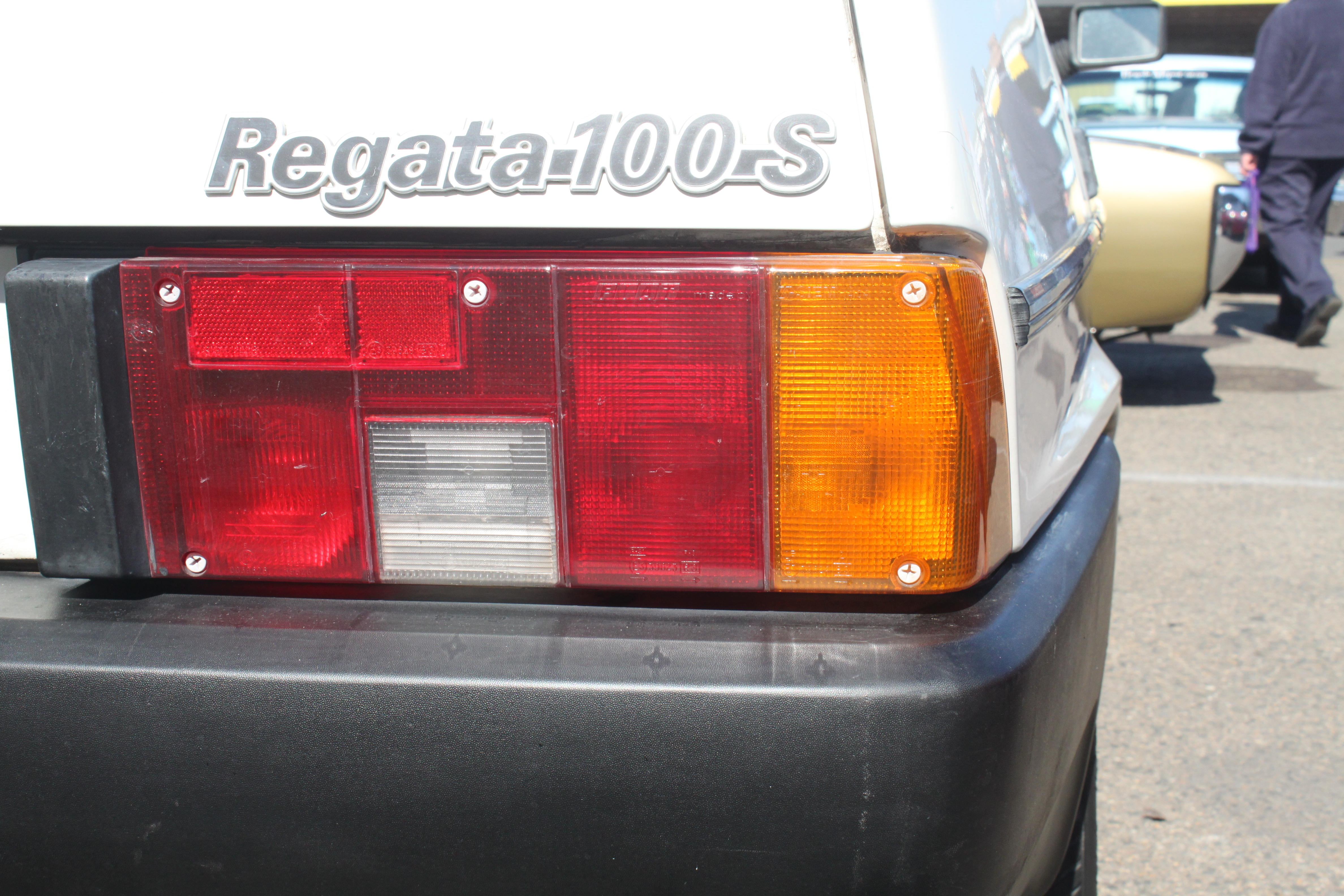

El Regatta 100S es una de las versiones más elaboradas del Regata, que además era la deportiva (hasta que fue reemplazada por el 2000), ya que equipaba un motor 1600 cc de 100 CV. Poseía además elementos como el Check panel (panel de control) que permitía monitorizar el correcto funcionamiento de diversos aspectos del vehículo. Este vehículo alcanzaba una velocidad máxima de 180 km/h y una aceleración de 0-100 km/h en 10 s.
La versión 2000, fue la sustituta del Regatta 100S. La misma incluyó el segundo rediseño del vehículo, que le permitió mejorar el Cx a 0,35 e incluyó reformas principalmente en la mecánica, ya que ahora incorpora un motor de 2.0 L de cilindrada, que entrega una mayor potencia y también un mayor par motor.
En esta versión además, se vio mejorada la caja de cambios, el sistema de frenos y las suspensiones (la delantera incorpora entre otras mejoras, amortiguadores de gas) y tren delantero. Con este motor se mejoran el rendimiento en general, permitiéndole alcanzar una velocidad de 185 km/h y una aceleración de 0-100 km/h en 9,8 s. Esta es la versión que equipó el alerón posterior.
Tanto la versión 100S como la 2000, incluían doble árbol de levas en cabeza, con dos válvulas por cilindro. También equipaban un mejorado sistema de encendido electrónico digital "Digiplex".
Como detalle, incorpora el logo de barras de Fiat al tapizado de pana.

## Fichas técnicas
Fichas técnicas de los motores utilizados en el Fiat Regata:
|                                 | 1300 (Regata 70S)                                                          | 1500 (Regata 85)                                                           | 1600 Tipo 1.6                                                              | 1600 (Regata 100S)                                                         | 2000 (Regata 2000)                                                         |
| ------------------------------- | -------------------------------------------------------------------------- | -------------------------------------------------------------------------- | -------------------------------------------------------------------------- | -------------------------------------------------------------------------- | -------------------------------------------------------------------------- |
| Código                          | 128 A 1                                                                    | 138 B 3                                                                    | 159 A 3                                                                    | s/d                                                                        | 149 E 0                                                                    |
| Tipo de motor                   | L4 8v, alimentación de combustible por carburador vertical de doble cuerpo | L4 8v, alimentación de combustible por carburador vertical de doble cuerpo | L4 8v, alimentación de combustible por carburador vertical de doble cuerpo | L4 8v, alimentación de combustible por carburador vertical de doble cuerpo | L4 8v, alimentación de combustible por carburador vertical de doble cuerpo |
| Distribución                    | 2 válvulas por cilindro (SOHC) comandadas por correa dentada               | 2 válvulas por cilindro (SOHC) comandadas por correa dentada               | 2 válvulas por cilindro (SOHC) comandadas por correa dentada               | 2 válvulas por cilindro (DOHC) comandadas por correa dentada               | 2 válvulas por cilindro (DOHC) comandadas por correa dentada               |
| Diámetro x Carrera              | 86.4 mm x 55.5 mm                                                          | 86.4 mm x 66.9 mm                                                          | 86.4 mm x 67.4 mm                                                          | 84 mm x 71.5 mm                                                            | 84 mm x 90 mm                                                              |
| Cilindrada                      | 1301 cm³                                                                   | 1498.57 cm³                                                                | 1580 cm³                                                                   | 1585 cm³                                                                   | 1995 cm³                                                                   |
| Relación de compresión          | 9.1:1                                                                      | 9.2:1                                                                      | 9.2:1                                                                      | 9.3:1                                                                      | 9.75:1                                                                     |
| Potencia máxima: CV (DIN) @ rpm | 65 CV @ 5700 rpm                                                           | 82 CV @ 5500 rpm                                                           | 87 CV @ 6000 rpm                                                           | 100 CV @ 5900 rpm                                                          | 110 CV @ 5000 rpm                                                          |
| Par máximo: kgm @ rpm           | s/d                                                                        | 12.2 @ 3000 rpm                                                            | 13.5 @ 3000 rpm                                                            | 13.3 @ 3800 rpm                                                            | 16.6 @ 3000 rpm                                                            |
| Encendido                       | Encendido electrónico                                                      | Encendido electrónico                                                      | Encendido electrónico                                                      | Encendido electrónico                                                      | Electrónico, con avance digital Digiplex                                   |
| Tracción                        | Delantera                                                                  | Delantera                                                                  | Delantera                                                                  | Delantera                                                                  | Delantera                                                                  |
| Transmisión                     | Manual, 5 velocidades                                                      | Manual, 5 velocidades                                                      | Manual, 5 velocidades                                                      | Manual, 5 velocidades                                                      | Manual, 5 velocidades                                                      |
| Peso                            | 920 kg                                                                     | 935 kg                                                                     | 954 kg                                                                     | 970 kg                                                                     | 1000 kg                                                                    |
| Tanque de Combustible           | 55 L                                                                       | 55 L                                                                       | 55 L                                                                       | 55 L                                                                       | 55 L                                                                       |
| Combustible                     | Gasolina                                                                   | Gasolina                                                                   | Gasolina                                                                   | Gasolina                                                                   | Gasolina                                                                   |
| Consumo Mixto                   | 8 L/100 km                                                                 | 9,2 L/100 km                                                               | 9,5 L/100 km                                                               | 11 L/100 km                                                                | 10,5 L/100 km                                                              |
| Aceleración 0–100 km/h          | 14,5 s                                                                     | 13.24 s                                                                    | 12.3 s                                                                     | 11 s                                                                       | 10.74 s                                                                    |
| Velocidad máxima                | 155 km/h                                                                   | 160 km/h                                                                   | 172 km/h                                                                   | 180 km/h                                                                   | 185 km/h                                                                   |

### Motores diésel
Hubo cuatro motores distintos de gasóleo para el Fiat Regata, uno de 1714 cc que luego fue sustituido por el de 1697 cc, y otro de 1929 cc en versiones atmosférica y turboalimentada. 

### Suspensión
- Hasta 1992:

Delantera: ruedas independientes con brazos oscilantes inferiores unidos a barras reactoras y resortes helicoidales. Amortiguadores hidráulicos telescópicos de doble efecto. 

Trasera: independiente con brazos oscilantes inferiores, amortiguadores hidráulicos telescópicos de doble efecto, unidos en su parte inferior a las mazas de las ruedas y en la parte superior a la carrocería.
- Desde 1992 (versiones S y SC):

Delantera: independiente de tipo McPherson, con resortes helicoidales, amortiguadores hidráulicos telescópicos y barra estabilizadora.

Trasera: independiente con elástico transversal, brazos tensores resortes helicoidales y amortiguadores hidráulicos telescópicos.

### Frenos
- Delanteros: a disco sólido
- Traseros: a tambor con zapatas autocentrables
- Circuito: doble, independiente doble. del tipo hidráulicos servoasistidos

### Ruedas
- Hasta 1992:

Llantas en acero estampado 4 1/2 x 13". 
Neumáticos radiales de acero, en medida 155 x R13
- Desde 1992:

Llantas en acero estampado en medida 5,5 J x 13". 
Neumáticos radiales en medida 175/70 R13 

### Baúl
- Sedán: 530 L

- Weekend: 1.175 L (asientos rebatidos)

### Curiosidades
- En la película, de 1986 Gung Ho, protagonizada por Michael Keaton, llegando al último desenlace final de la película, se puede ver claramente un Fiat Regata, con su logo camuflado.

- En la película National Lampoon's European Vacation, conocida también como "Vacaciones en Europa" (de la saga de películas "Vacaciones" rodadas en los años 80) y protagonizada por Chevy Chase, aparece un Fiat Regata 1984 blanco como coche de alquiler y se emplea en varias escenas del rodaje.[22]

- En Sudamérica (producido en Argentina) y el norte de Europa, el coche se vendió como "Regatta" con dos "t".
- En 1986, se lanzó una versión llamada "Star", basada en el Regata 70S de la primera serie. Esta versión anticipó el interior del Regata posterior en las versiones S de la segunda serie (también llamado Regata II Atto, como proclamaba la publicidad de FIAT de la época). Esta versión incorporaba calcomanías laterales. El rediseño se lanzó poco después (junio de 1986).
- También se comercializaron numerosas series especiales en el extranjero, como el Regata FM, básicamente un 70 con radio estándar, el "Bianca", en el color estándar, vendido en Inglaterra, o el Quarzo (también en el color estándar).
- Poco conocido, pero representando el "canto del cisne" del Regata tope de gama, el 1600 ie con catalizador y doble árbol de levas, llamado "Regata 90ie": el número indica la reducción de potencia debido a la adopción del catalizador.
- En Venezuela, también se vendió una versión de 2 litros con el motor de doble árbol de levas de 1995 cc del Croma, mientras que en algunos mercados se comercializó una versión con el motor de 1116 cc del Fiat Ritmo y una caja de cambios de 5 velocidades, llamada Regata 60.
- En Egipto, el Nasco Sahin 1.6SL, apodado "Florida", se produjo gracias al diseño vendido por la propia Fiat.
- En Turquía, se comercializó como Tofaş Şahin, un coche derivado del 131 pero con la estética del Regata.
- En 1985 Giannini creó una versión del Fiat Regata con un motor diésel turboalimentado de 1.714 cc y 80 CV.

## Modelos a escala
Polistil fabricó un Regata en fundición a escala 1/25 y otro en 1/41. Bburago, Norev (para Hachette Fiat Story) y Elite Models fabricaron una versión a escala 1/43 de este coche.